# Tonight at Noon
Tonight at Noon ist ein Jazzalbum von Charles Mingus, das Material von zwei verschiedenen Aufnahmesessions vom 12. März 1957 und vom 6. November 1961 enthält. Das Album erschien 1965 als LP bei Atlantic Records; 2004 wurde es als Compact Disc wiederveröffentlicht.

## Hintergrund
Das Album Tonight at Noon enthielt Material von zwei Sessions in unterschiedlichen Besetzungen, die Charles Mingus 1957 bzw. 1961 für Atlantic einspielte. Die beiden Titel Tonight at Moon und Passions of a Woman Loved entstanden 1957 bei den Aufnahmen für das Album The Clown, mit Jimmy Knepper, Shafi Hadi, Wade Legge, Charles Mingus und Dannie Richmond; die drei anderen Kompositionen, Invisible Lady, Peggy’s Blue Skylight und Old Blues for Walt’s Torin, stammen aus der Oh Yeah-Session vom November 1961, bei der Mingus Klavier spielte und am Kontrabass von Doug Watkins vertreten wurde. Die weiteren Musiker waren Jimmy Knepper, Booker Ervin, Roland Kirk und Dannie Richmond.

## Musik des Albums
Das Titelstück Tonight at Noon mischt Hardbop mit „Klängen aus dem Nahen Osten […] Mingus spielt Ostinato-Baßfiguren, während der Pianist Wade Legge interessante Bebopläufe dagegen setzt“. Jimmy Knepper steht im Mittelpunkt der Ballade Invisible Lady; mit seinem Beitrag erinnert er an den Ellington-Posaunisten Lawrence Brown. In Old Blues for Walt’s Torin wird der Multiinstrumentalist Roland Kirk herausgestellt; Peggy’s Blue Skylight wurde erstmals für eine Mingus-LP aufgenommen und von dem Bassisten in späteren Fassungen weiterentwickelt. Solist ist der Tenorsaxophonist Booker Ervin. Passions of a Woman Loved enthält „unterschiedliche Stimmungen und Tempi mit teilweise sehr freien Improvisationsparts von Shafi Hadi.“

## Titelliste
- Charles Mingus: Tonight at Noon (Atlantic SD-1416 (US), SA 5019 (UK)[2])

1. Tonight at Noon – 6:00
2. Invisible Lady – 4:51
3. "Old" Blues for Walt’s Torin [auch Roland Kirk’s Message] – 7:57
4. Peggy’s Blue Skylight – 9:46
5. Passions of a Woman Loved – 9:47

Alle Kompositionen stammen von Charles Mingus.

## Rezeption
Thom Jurek vergab in AllMusic an das Album lediglich drei Sterne und kritisierte die Uneinheitlichkeit des Materials:

“While the former session features Mingus going for the blues via European harmonics and melodic approaches with hard bop tempos (particularly on the title track), the latter session with its nocturnal elegance and spatial irregularities comes off more as some kind of exercise in vanguard Ellington with sophisticated harmonies that give way to languid marches and gospel-tinged blues […] Despite the fact that this is an assembled album, it holds plenty of magic nonetheless.”

„Während die frühe Session Mingus’ Annäherungen an den Blues über europäisch beeinflusste harmonische und melodische Ansätze enthielt, fällt die spätere Session mit ihrer nächtlichen Eleganz und räumlichen Unregelmäßigkeiten mehr wie eine Übung in Ellington-Avantgarde mit ausgeklügelten Harmonien aus, die Raum schafft für träge Märsche und Gospel-gefärbten Blues. […] Trotz der Tatsache, dass dies ein zusammengestelltes Album ist, enthält es dennoch einige magische Momente.“

Die Mingus-Biografen Horst Weber und Gerd Filtgen fanden das Album „nicht gerade eine glückliche Zusammenstellung von Stücken.“ Wenig überzeugend sei die Ballade Invisible Lady; während in Old Blues for Walt’s Torin Roland Kirk „seine urwüchsige Originalität“ zeige. „Auffallend bleibt bei allen Stücken, daß sie durch solistische Einzelleistungen das unterschiedliche Niveau der Einspielungen glätten.“ Dies sei der Fall in Peggy’s Blue Skylight, wo lediglich Booker Ervin begeistere. Höhepunkt des Albums ist für die Autoren (wie auch für Thom Jurek) der letzte Titel des Albums, das knapp zehnminütige, saitenartige Passions of a Woman Loved.
Positiver rezensierte Joel Roberts anlässlich der CD-Ausgabe das Album 2004 in All About Jazz: „Obwohl die zwei Sessions einen unterschiedlichen stilistischen Hintergrund haben, passen sie übergangslos zusammen und sind mehr als nur eine willkürliche Zusammenstellung von verstaubten Outtakes.“ Zwar seien die meisten der Kompositionen auf Tonight at Noon (bis auf Peggy’s Blue Skylight) kaum bekannt und manche würden nur an dieser Stelle im Mingus-Katalog auftauchen, doch sei dieses Material „sicher keineswegs zweite Wahl“. Der Autor vermutet, dass sie den Beschränkungen der LP-Ära zum Opfer gefallen waren und vielleicht zu provokativ im Vergleich zum damals ausgewählte Material der Sessions waren. „Dies ist vitale, vergnügliche Musik.“

Außerhalb des Jazz gab es eine Würdigung des Titels Tonight at Noon in dem gleichnamigen Gedicht von Adrian Henri, das der Dichter Charles Mingus und der Liverpooler Band Clayton Squares widmete.

## Editorischer Hinweis
Die drei Titel der Oh Yeah-Session (1961) wurden als Bonustracks auf Neuausgaben dieses Albums von Atlantic (8122-73748-2), Rhino Records (8122-73748-2) bzw. von Warner Strategic Marketing (8122-73748-2) veröffentlicht.